# Ostromir
Ostromir († 1056/57) war Statthalter von Nowgorod (1054–1056/57) und Auftraggeber des Ostromir-Evangeliums, der ältesten erhaltenen altostslawischen Handschrift.
Ostromir war ein Verwandter von Fürst Isjaslaw von Nowgorod. 1054 wurde er von diesem zum Statthalter von Nowgorod gemacht. 1056 oder 1057 starb er bei einer militärischen Auseinandersetzung mit den Tschuden.
Das Ostromir-Evangelium wurde 1056 oder 1057 fertiggestellt.